# 五智如来

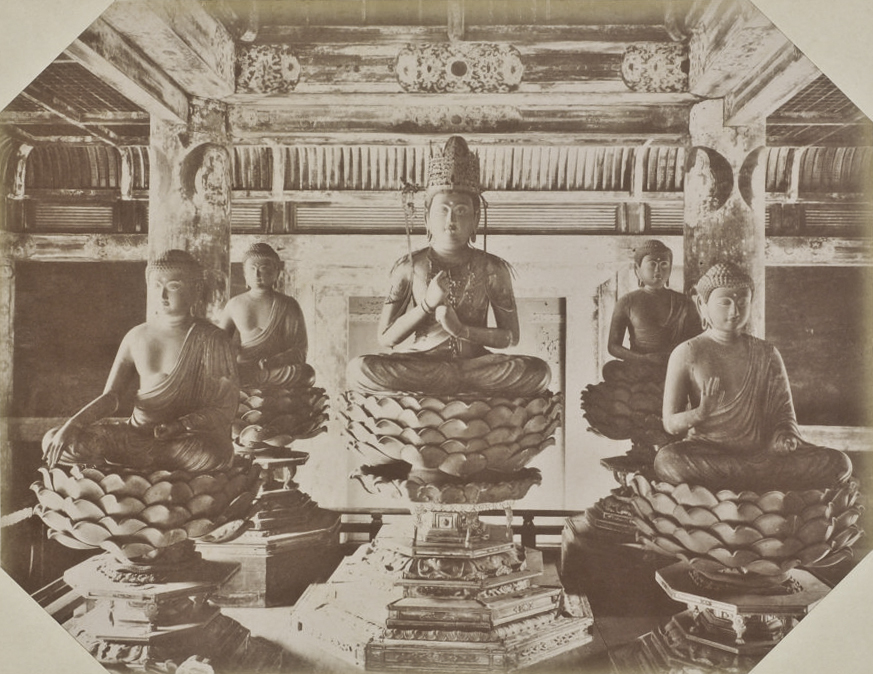
和歌山・金剛三昧院多宝塔の五智如来像。中央は大日如来、向かって右手前は不空成就如来。以下時計回りに、阿閦如来、宝生如来、阿弥陀如来。

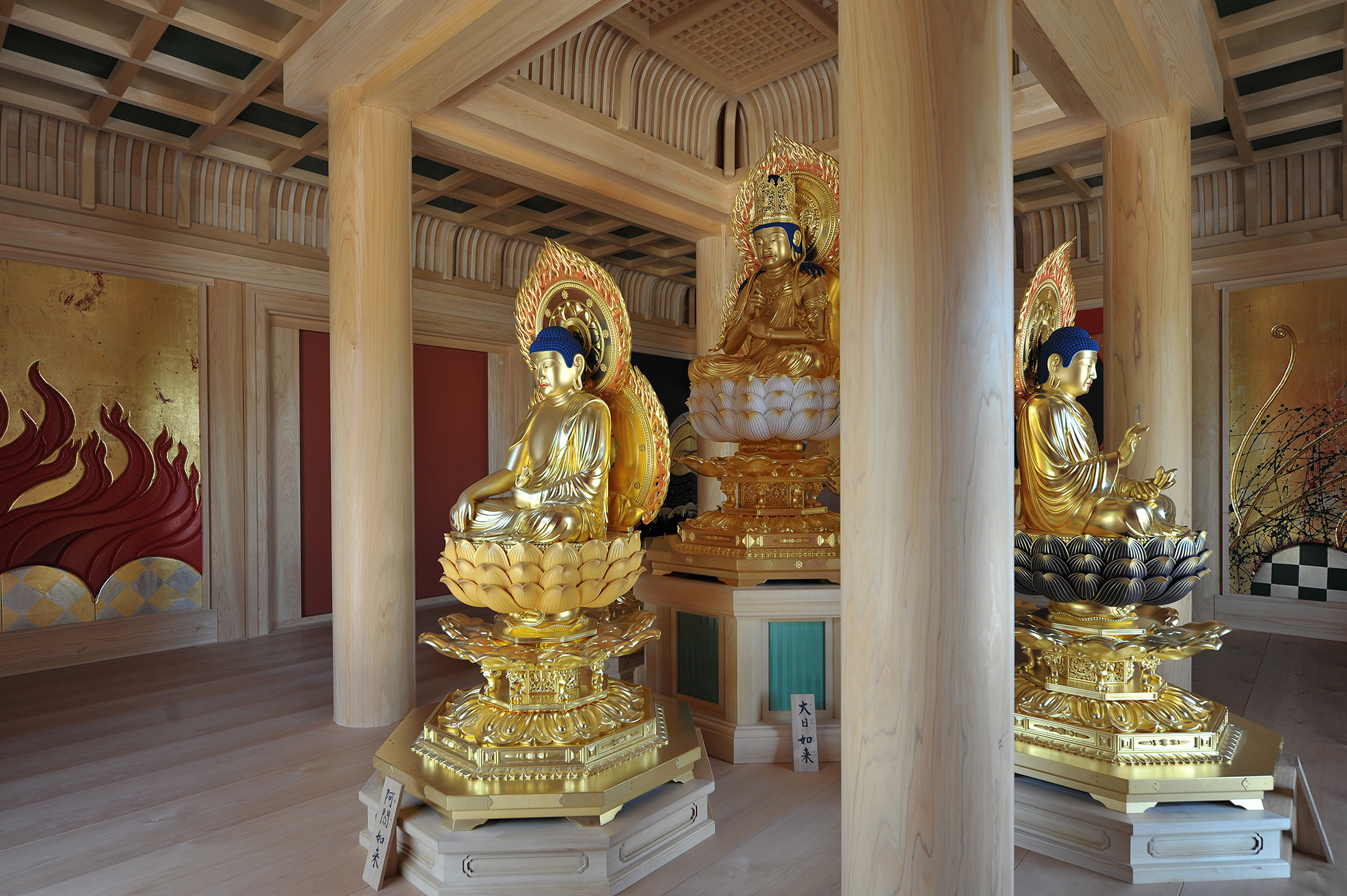
2018年5月12日落成の蓮華院多宝塔の五智如来（熊本県玉名市）。東を向いた大日如来を中心に東向きに阿閦如来、南向きに宝生如来、西向きに無量寿如来、北向きに不空成就如来が配されている。毎年1月13日、4月29日、6月13日に御開帳される。

五智如来（ごちにょらい）は、五大如来ともいい、密教で五つの知恵（法界体性智、大円鏡智、平等性智、妙観察智、成所作智）を五つの如来にあてはめたもの。金剛界五仏のことである。作例としては、東寺（教王護国寺）講堂、京都・安祥寺の像が著名である。

## 一覧
- 大日如来（だいにちにょらい）
  - 法界体性智
  - 色: 白
  - 方角: 中央
- 阿閦如来（あしゅくにょらい）
  - 大円鏡智
  - 色: 緑
  - 方角: 東
  - 薬師如来と同一視される。
- 宝生如来（ほうしょうにょらい）
  - 平等性智
  - 色: 黄
  - 方角: 南
- 阿弥陀如来（あみだにょらい）

  - 妙観察智
  - 色: 赤
  - 方角: 西
- 不空成就如来（ふくうじょうじゅにょらい）
  - 成所作智
  - 色: 黒(紫)
  - 方角: 北
  - 釈迦如来と同一視される。

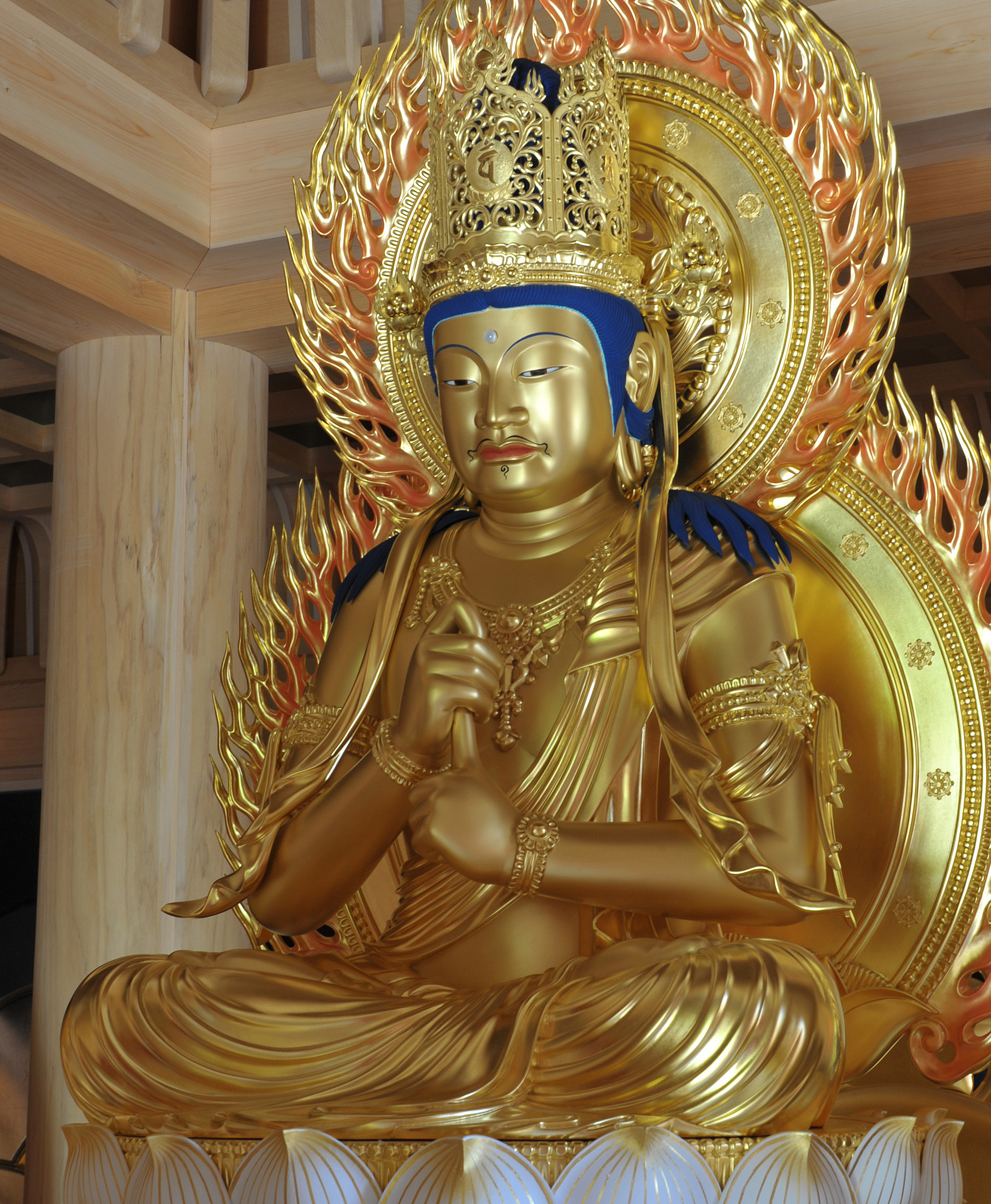
大日如来（蓮華院多宝塔の五智如来）
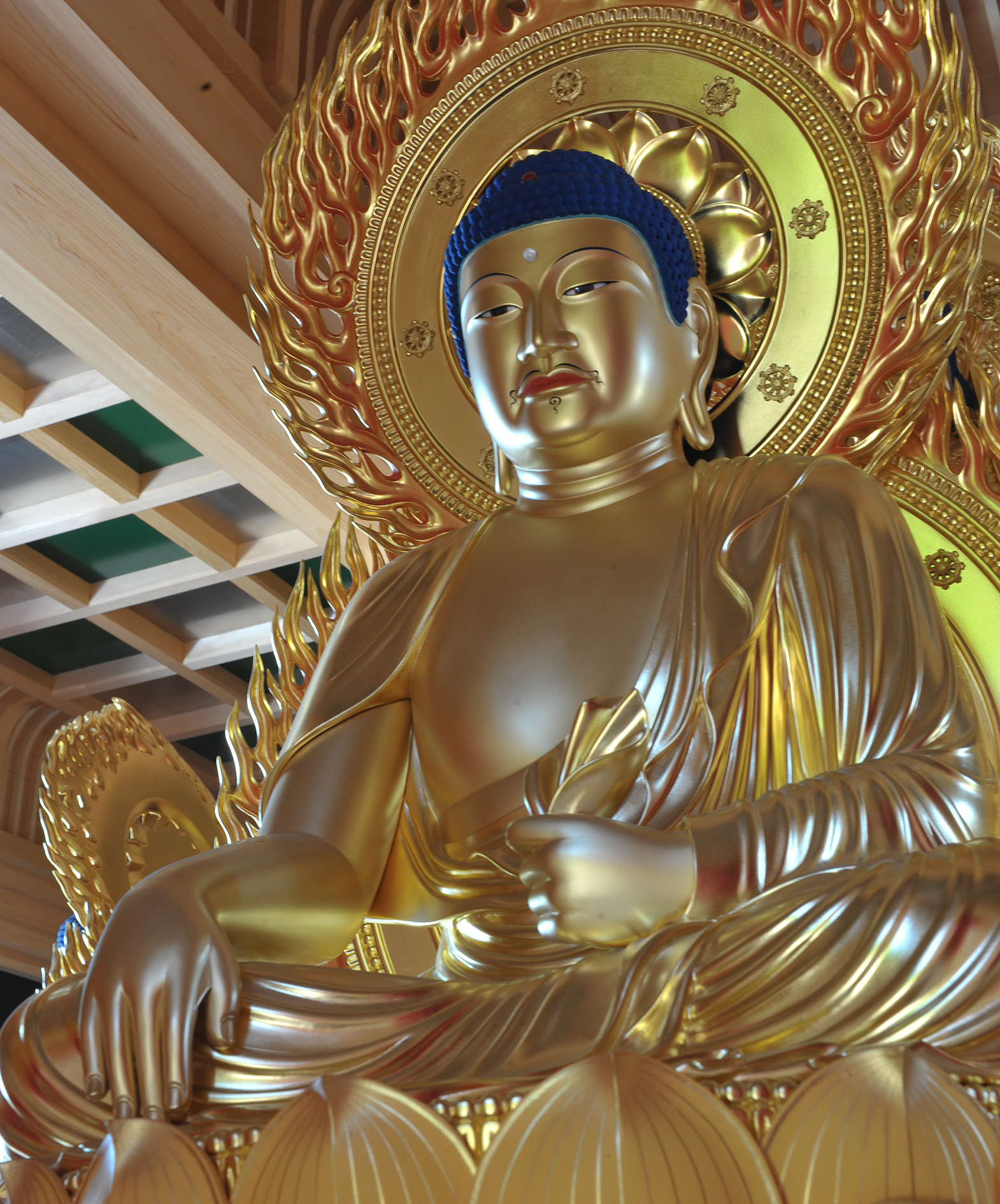
阿閦如来（蓮華院多宝塔の五智如来）
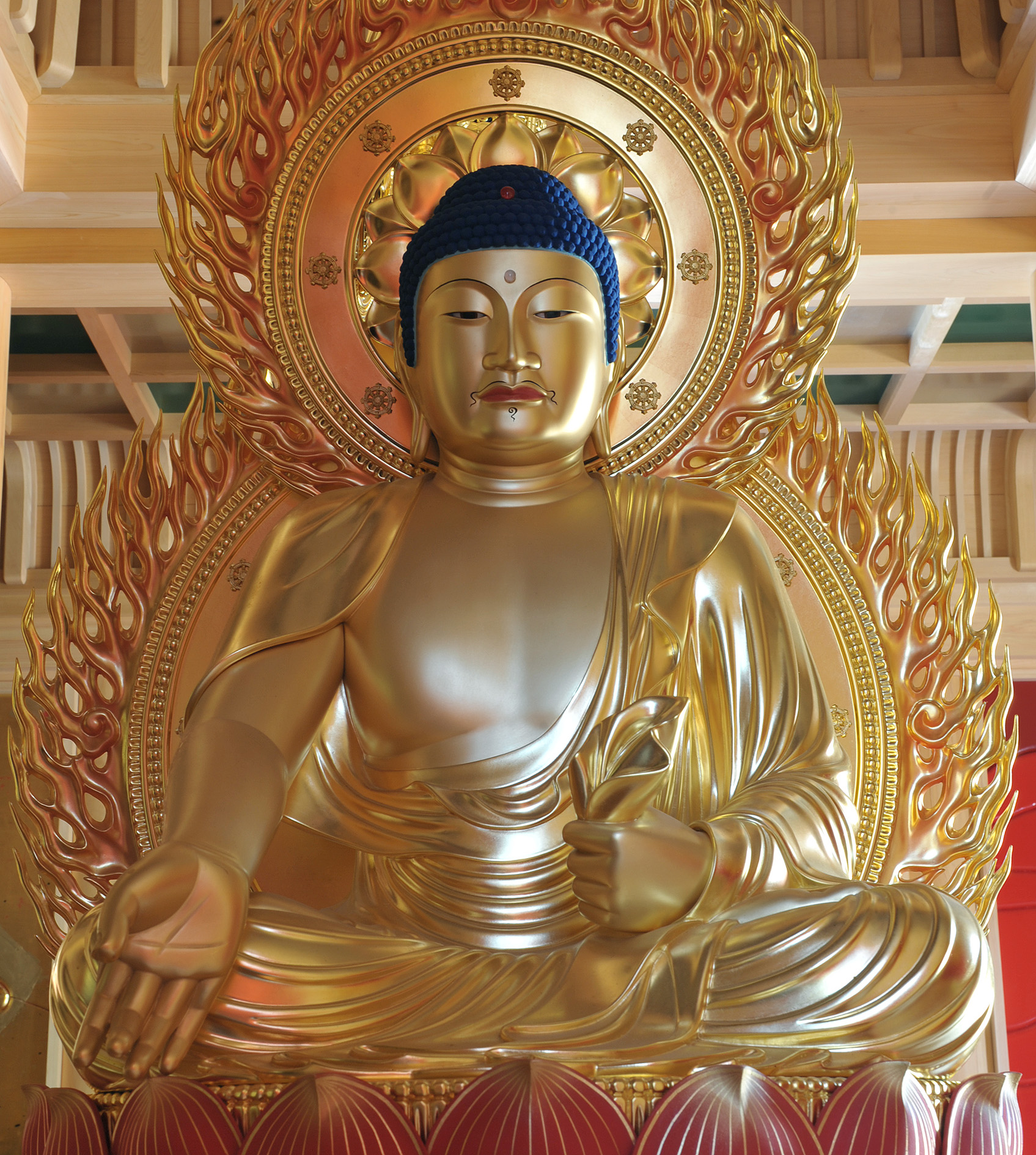
宝生如来（蓮華院多宝塔の五智如来）
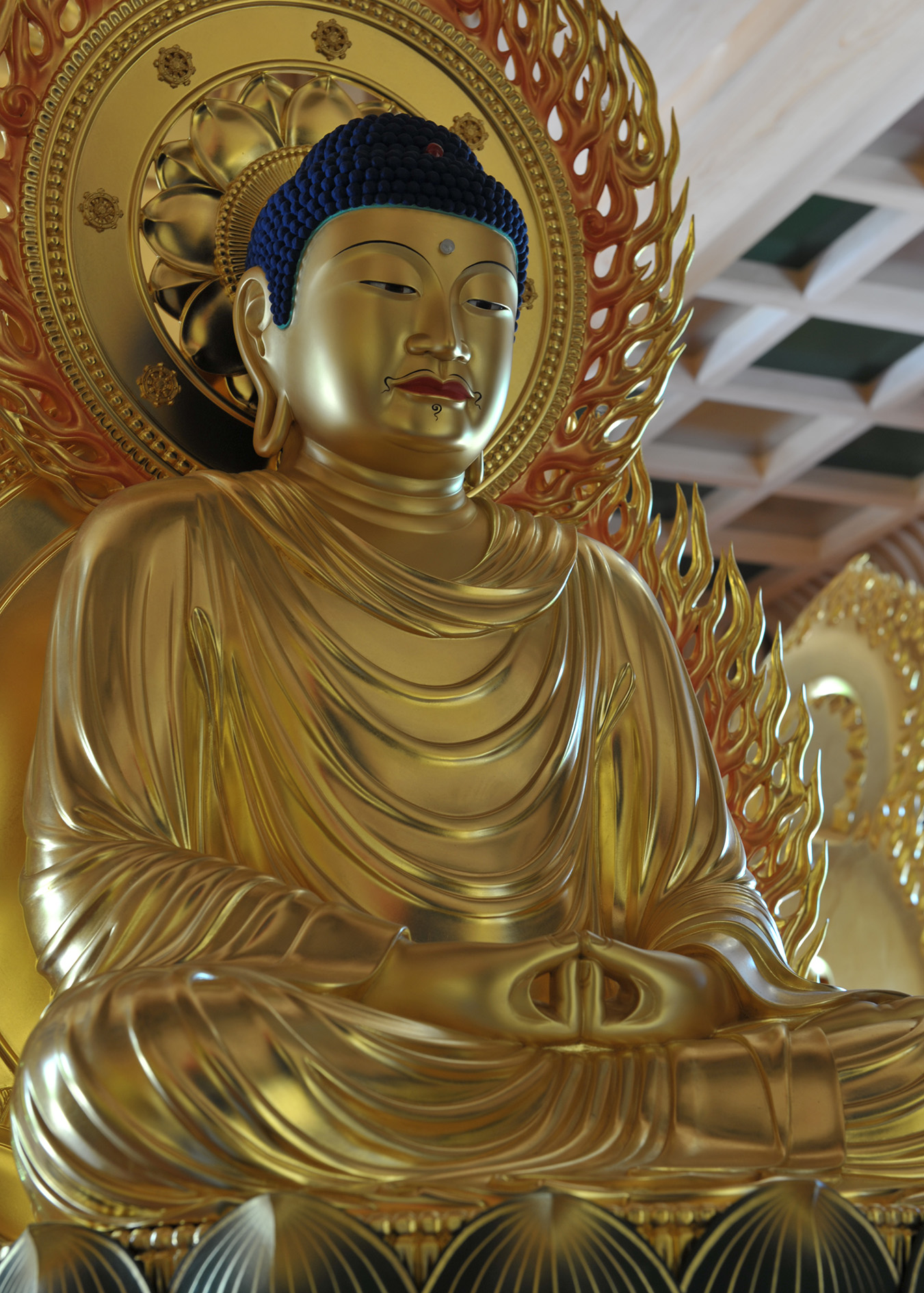
無量寿如来（蓮華院多宝塔の五智如来）
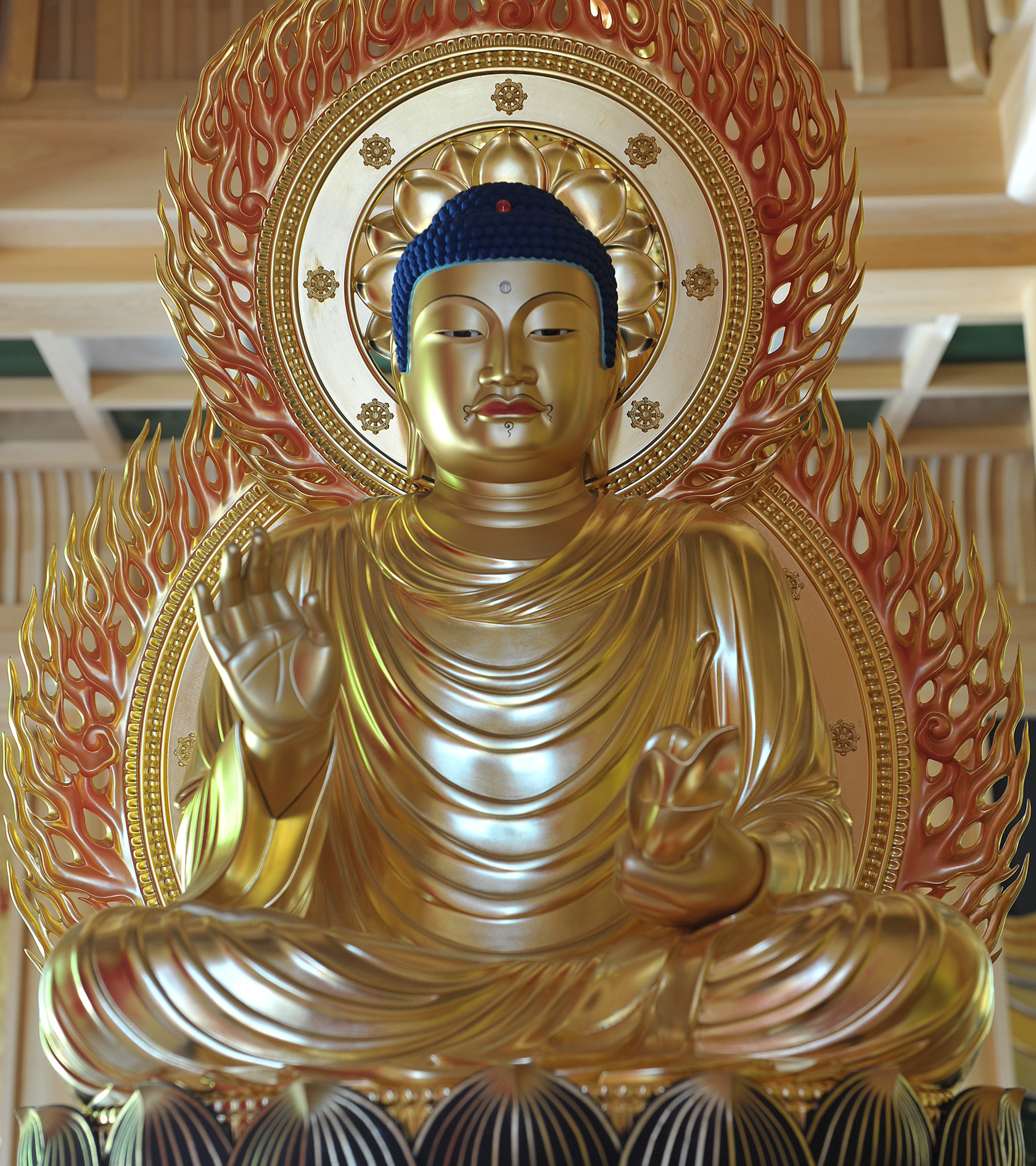
不空成就如来（蓮華院多宝塔の五智如来）